# Mispila siporensis
Mispila siporensis là một loài bọ cánh cứng trong họ Cerambycidae.